# (37290) 2000 YX135
2000 YX135 (asteroide 37290) é um asteroide da cintura principal. Possui uma excentricidade de 0.19877780 e uma inclinação de 9.42189º.
Este asteroide foi descoberto no dia 22 de dezembro de 2000 por NEAT em Haleakala.